# 韦尔兰盖姆
韦尔兰盖姆（法語：Verlinghem，法語發音：[vɛʁlɛ̃ɡɛm]）是法国上法兰西大区北部省的一个市镇，位于该省中部偏西北，属于里尔区和里尔欧洲都会区。

## 地理
韦尔兰盖姆（50°40'55"N, 2°59'47"E）面积10.08 平方千米，位于法国上法蘭西大區北部省，该省份为法国最北部的省份及最长的省份，西北濒北海，西接加来海峡省，南至埃纳省和索姆省，东与比利时接壤。
与韦尔兰盖姆接壤的市镇（或旧市镇、城区）包括：德勒河畔凯努瓦、弗勒兰吉安、朗贝萨尔、隆普雷、佩朗希、圣安德烈莱里尔、旺布勒希。
韦尔兰盖姆的时区为UTC+01:00、UTC+02:00（夏令时）。

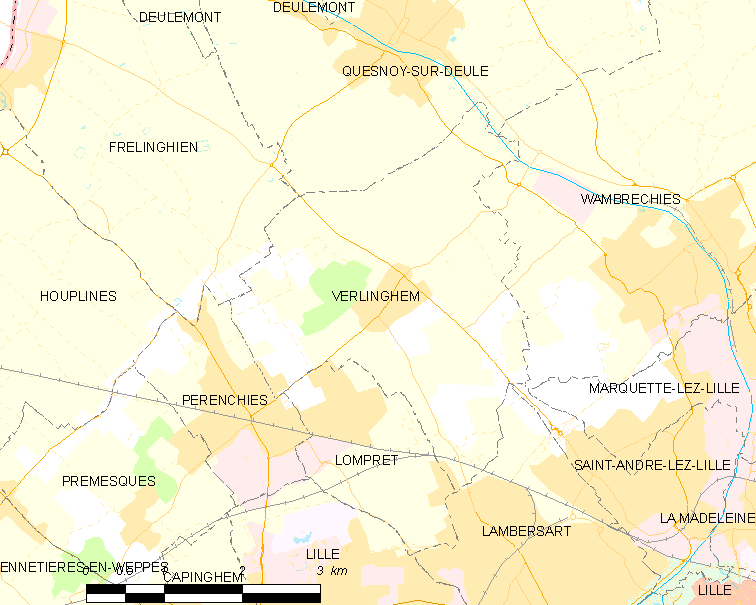
韦尔兰盖姆的OSM定位图

## 行政
韦尔兰盖姆的邮政编码为59237，INSEE市镇编码为59611。

## 政治
韦尔兰盖姆所属的省级选区为朗贝萨尔县。

## 人口

1962-2008年间韦尔兰盖姆人口变化图示

韦尔兰盖姆于2022年1月1日时的人口数量为2678人。